# Zantedeschia elliottiana
Zantedeschia elliottiana är en kallaväxtart som först beskrevs av William Watson, och fick sitt nu gällande namn av Adolf Engler. Zantedeschia elliottiana ingår i släktet kallor, och familjen kallaväxter. Inga underarter finns listade.

## Bildgalleri

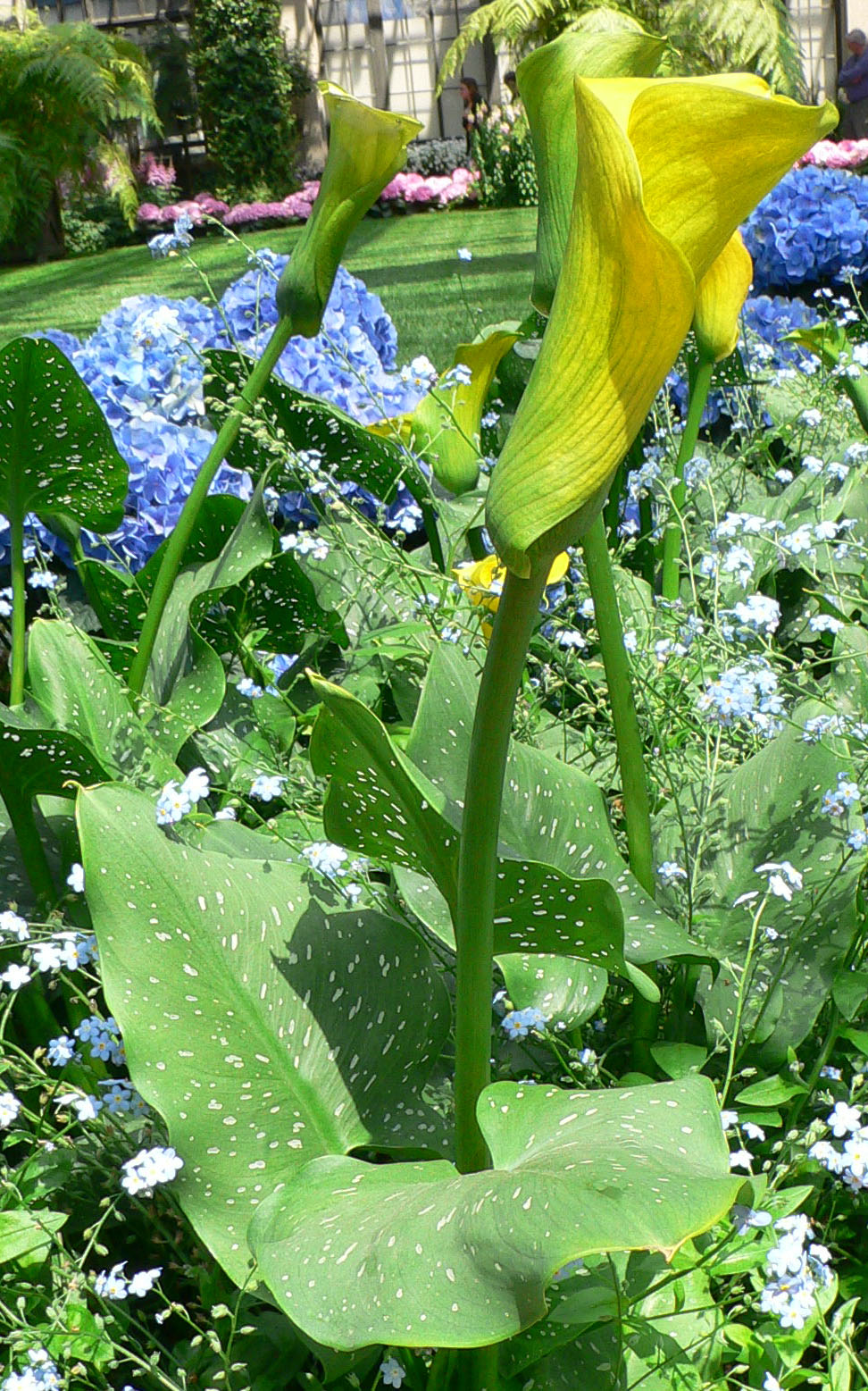
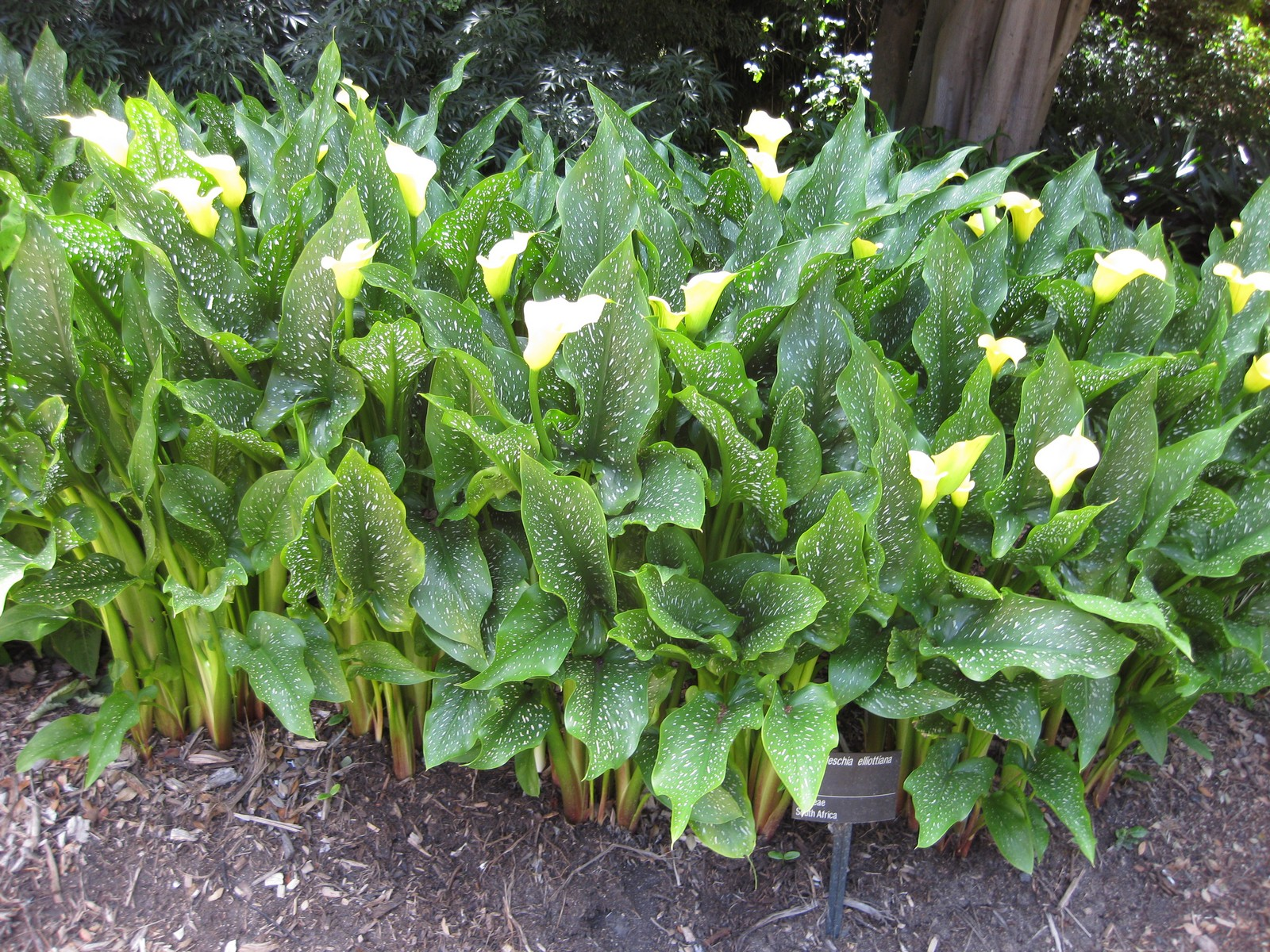